# Rusekella
Genre
Rusekella est un genre de collemboles de la famille des Neanuridae.

## Distribution
Les espèces de ce genre se rencontrent en Europe.

## Liste des espèces
Selon Checklist of the Collembola of the World (version du 3 novembre 2019)) :
- Rusekella cantabrica Deharveng, 1982
- Rusekella cassagnaui Deharveng, 1982
- Rusekella flagellata (Arbea & Jordana, 1985)
- Rusekella gamae Arbea & Jordana, 1991
- Rusekella nivalis Deharveng, 1982
- Rusekella peyrei (Cassagnau, 1955)
- Rusekella similis Deharveng, 1982

## Publication originale
- Deharveng, 1982 : Contribution a la connaissance taxonomique et phylogénétique des Neanuridae. 1. Le genre Rusekella n.g. et ses implications phylogénétiques. Bulletin de la Société d'Histoire Naturelle de Toulouse, vol. 118, no 1/4, p. 235-251.